# Lao People's Navy
La Lao People's Navy (LPN) è la marina militare del Laos, fondata nel 1975 con i resti della Royal Lao Navy. La Lao People's Navy opera con vedette sul fiume Mekong, che ha un ruolo importante nella geografia del paese.  Poiché il Mekong costituisce una porzione rilevante del confine laotiano, la marina è coinvolta in modo significativo nel ruolo di controllo della frontiera. La marina, alla metà degli anni novanta del ventesimo secolo, aveva una forza di circa 500 membri, ed una flotta di circa cinquanta imbarcazioni di pattuglia fluviali.
Quasi tutti gli ufficiali della marina venivano addestrati nell'Accademia della Marina militare popolare del Vietnam.

## Flotta
| Tipo di imbarcazione     | Quantità | Origine          |
| ------------------------ | -------- | ---------------- |
| Pattugliatore costiero   | 12       | Vietnam          |
| Mezzo da sbarco          | 4        | Vietnam          |
| Motovedetta              | 20-30    | Cina             |
| Motovedetta Classe Shmel | ?        | Unione Sovietica |